# 岱依族
岱依族（越南语：／）又称岱族，是越南的54个民族之一。人口147万7514（1999年统计），是越南最大的少数民族，人口仅次于越南主体民族京族。岱依族主要分布在越南北方的高平、谅山、北𣴓、太原、广宁等省的河谷和山脚地带。

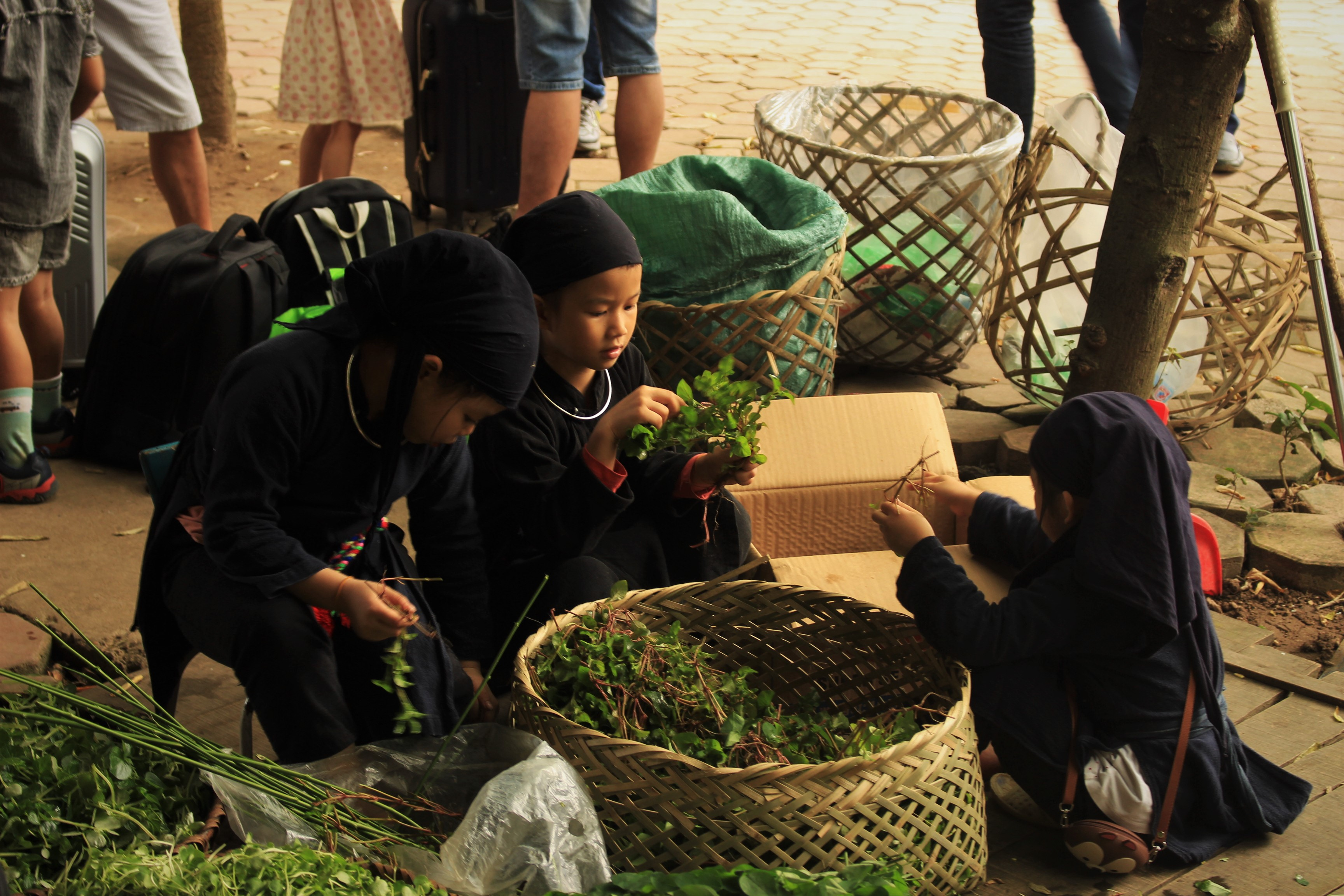
越南太原省泰河身穿傳統服的岱依族兒童

## 历史与源流
岱依族以前也被称为土族。越南另有一个民族叫土族，中国也有一个民族叫土族。这三个民族互相没有任何关系。
岱依族、侬族和佬族以及中国的壮族之間关系密切，有西方学者认为这几个民族是同源民族，语言和习俗十分相近。

## 语言
岱依族的语言是岱依语。岱依语、侬语和中国的壮语同属壮侗语系侗台语族台语支的中部语群。

## 名人
越南共产党前任总书记农德孟是岱依族人。